# کوپالینا (شهرستان کراپکوویتسه)
کوپالینا (به لهستانی:  Kopalina) یک روستا در لهستان است که در گمینا ستژلچکی واقع شده‌است.